# Huida a Egipto (Elsheimer)
Huida a Egipto es posiblemente la obra más conocida de Adam Elsheimer. Se trata de un pequeño cuadro al óleo sobre cobre, de un tamaño de 31 cm de alto por 41 cm de ancho. Se guarda en la Alte Pinakothek de Múnich (Alemania).
Representa el descanso de la Sagrada Familia en su huida a Egipto, donde se refugiaron de la persecución de Herodes. Este tema se solía tratar en un ambiente diurno, con un tranquilo paisaje. Elsheimer hace algo diferente, que es crear una escena nocturna. Así la noche sirve como manto protector que ampara la huida. De hecho, se considera que es el primer paisaje a la luz de la luna de la pintura occidental. El paisaje apenas se ve, ya que la masa boscosa es de color negro. Hay cuatro fuentes de luz: a la izquierda, los pastores que tienen encendida una hoguera, cuyas llamaradas ascienden al cielo; en el centro la Sagrada Familia, iluminada por la antorcha que mantiene baja San José y que débilmente ilumina a las figuras sagradas; la tercera es la luna, que se ve en el cielo; y su reflejo en el agua del río sería el cuarto punto de luz. En el cielo se dibuja la Vía Láctea, la primera vez en la historia del arte que aparece de manera tan naturalista.
Es este enorme espacio dedicado al cielo lo que hace especial esta obra, que ocupe tanto y que se haya preocupado por representar de manera precisa las constelaciones, como la Osa Mayor, y la Vía Láctea. Ya no es un espacio negro punteado de estrellas, sino el verdadero espacio visible en la noche.